# 空飛ぶクルマ
空飛ぶクルマ（そらとぶクルマ、英: Flying car）は、少人数の定員で自動車のように日常的に利用ができる、空中を移動可能な乗り物のこと。有人ドローンも含まれ、特に交通手段としては空飛ぶタクシー（エアタクシー）とも呼称される。
身近な空飛ぶ乗り物という概念は古くからSF作品や未来予想図に登場しており、20世紀初頭以来、種々の飛行技術を利用して多数のプロトタイプが製造されてきたが実用化には遠かった。
21世紀に入ると、2010年代以降になりドローンの登場やAI技術の発展、スマートフォンの普及により、eVTOL（電動垂直離着陸機）と呼称される機体の開発が盛んになり、近未来の実用化が予想される次世代の交通手段として注目を集めている。
eVTOLが実用化され社会に広く普及すれば、生活の様々な場面に影響を与えることから、各国の企業・政府が開発と利用・規制のルールづくりに鎬を削っている。安全に飛行できる機体の開発、操縦者の免許や運行事業者への許認可の制度設計、飛行してよい空域・高度の設定、離着陸場所の確保およびこれらの国際的調整が課題となる。
日本ではドローンと空飛ぶクルマを「次世代空モビリティ（次世代エアモビリティ）」と位置付け、社会実装を目指す「ReAMoプロジェクト」（2022年度 - 2026年度）が、経済産業省、NEDO（航空・宇宙部）、国土交通省により推進中である。
本項では所謂「空飛ぶクルマ」と呼ばれる以前の歴史的な空飛ぶ車（空陸両用車含む）やフィクション作品などについても記述する。なお、オートバイに近いコンセプトのものは「空飛ぶバイク」を参照のこと。

## アイディアや構想の歴史
陸上走行および空中飛行が可能な乗り物の開発は、20世紀初頭以来、継続的に行われていた。様々な動力源を使い、試作機（プロトタイプ）として飛行実験を成功させた機体はいくつも存在する。だが、今のところ商業的に成功したものは存在しない。

### 初期のアイディア

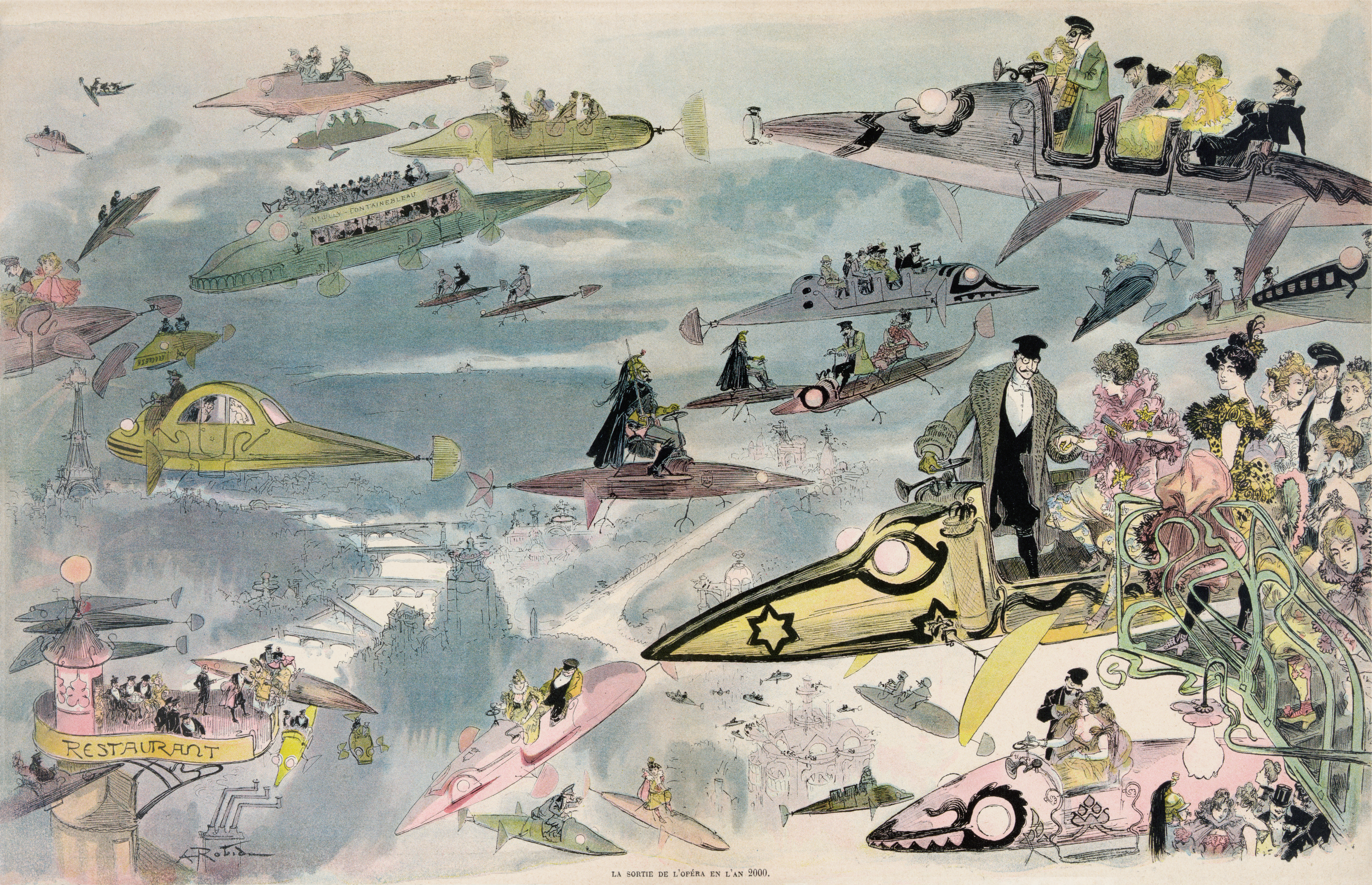
“La Sortie de l'opéra en l'an 2000”
（2000年のオペラからの帰宅）

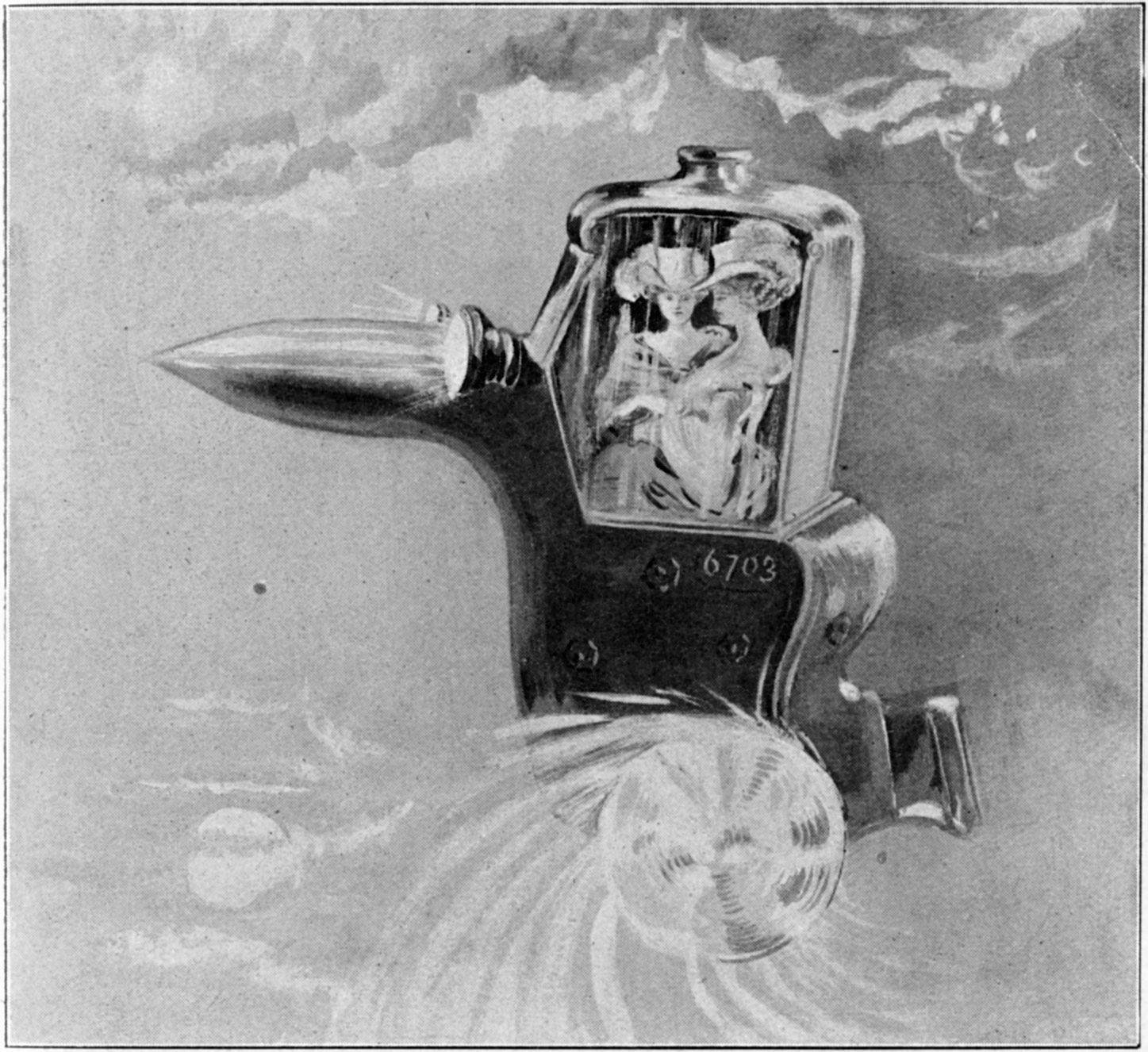
The Leisure Hourに掲載された空飛ぶ車 (aërial motor-car)（1905年）

空飛ぶ車は、昔から人々の想像力をかきたてる存在である。
フランスのイラストレーターアルベール・ロビダは、1882年に発表した『オペラからの帰宅』の中で空飛ぶ車に乗って移動する2000年の人々を描いた。ロビダの空飛ぶ車は、何らかの技術によって飛行する魚雷形の乗り物である。
1923年、SF作家のヒューゴー・ガーンズバックはサイエンス・アンド・インヴェンション (Science and Invention) 誌の中で自動車とヘリコプターを組み合わせたヘリカー (Helicar) を発表した。構想によれば、2つの車輪で走行し好きな場所に離着陸可能であった。
ヘリカーは当時ニューヨークで問題になっていた交通渋滞の解消を可能にする乗り物として紹介された。ガーンズバックが設定したヘリカーの実用化年は1973年だった。
20世紀後半に入ると、原子力の利用が盛んになり、原子力自動車や原子力飛行機などのアイデアが生まれ、空飛ぶ車にも影響を与えた。1955年のスミソニアン・マガジンは、2000年には原子力で駆動する空飛ぶ車が普及しているであろうと書いた｡
1957年のポピュラー・メカニクス誌にエアリアル・セダン (Aerial Sedan) と称される空飛ぶ車の記事が掲載された。開発者はスタンレー・ヒラーという人物で、機体の前後にあるダクトファンで飛行する仕組みだった。この記事に影響を受けた Science et Vie 誌と Meccano Magazine 誌はダクトファンで飛行する空飛ぶ車のカバーアートを掲載した｡
日本においては、1959年に小松崎茂が『大空のドライブ』の中でプロペラで飛行する空飛ぶ車を描いている。

### 研究開発と停滞

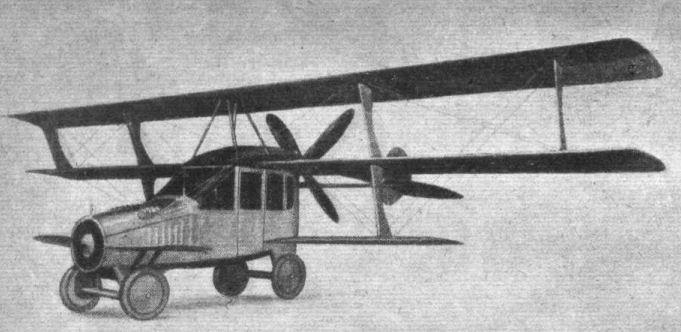
パンアメリカン航空博覧会で展示された『カーチス・オートプレーン』（1917年）

航空機エンジニアのパイオニアであるグレン・カーチスは、1917年にカーチス・オートプレーンを製造した。航空史家によれば、路上走行可能な飛行機製造の史上初の試みであると見なされている。ただし、機体は短時間離陸し滑空することはできたものの、完全な飛行をすることはできなかった。
陸上走行可能な最初の固定翼機は、ウォルドー・ウォーターマンにより開発されたアローバイルである。1937年2月21日に初飛行し、5機のみが生産された。
オートジャイロ・カンパニー・オブ・アメリカ AC-35は、1930年代にアメリカで開発された陸走可能なオートジャイロである。テスト飛行には成功したものの、生産・販売には至らなかった。
1942年、英国陸軍は ハフナー ロータバギー を製造した。これは空中投下可能なオフロード車を開発する目的があり、試作機は70 mph (113 km/h) で飛行できたものの、車両を運搬可能な軍用グライダーの開発によりロータバギーの開発は中止された。

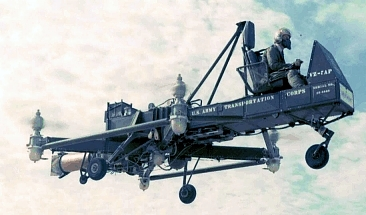
クワッドローターの『カーチス・ライト VZ-7』（1958年頃）

第二次世界大戦中の航空技術の発展と、戦後の経済成長を背景として、特にアメリカ合衆国で1950年代から1960年代にかけて空飛ぶクルマの開発はブームとなった。
1946年、アメリカ人の発明家ロバート・エジソン・フルトン・ジュニアは、フルトン・エアフィビアンを開発した。独立したサスペンションおよび小型の車輪を備え、6気筒165馬力のエンジンを搭載したアルミニウム製の機体であった。取り外し可能な布製の翼を脱着することにより自動車、飛行機の両方の用途で利用可能であった。試作機は4台製造されたものの、商業的な成功には至らなかった。(型式証明取得の財政的コストにより、フルトンは会社の支配権を放棄せざるを得なくなり、以降開発されることはなかった) 現在は1台が国立航空宇宙博物館に保存されている。
モルト・テイラーによって設計および製造されたエアロカーは、 1949年12月初飛行に成功し、その後数年間に一連の走行・飛行試験が行われた。チャック・ベリーは 1956年の曲「ユー・キャント・キャッチ・ミー」でこの空飛ぶクルマを取り上げ、1956年12月には民間航空局は量産機設計を承認した。広く宣伝され、1989年にも改良版が作成されたにもかかわらず、商業的な成功には繋らなかった。最終的には計6台のエアロカーが製造された。エアロカーは、最初の実用的な空飛ぶクルマと見なされている。
1950年代にすでに、飛行機と自動車を合体させた空飛ぶ車の一種である空陸両用車の初期のものが開発されたが、その際の実態は "地面を走れる飛行機"で、販売も計画されたものの、人々にメリットを感じてもらえなかったらしく購入者が現れず販売は実現せずに終わった。また、同年代には空気を地面に噴射して走行するエアカーが開発されたが実用化されることはなかった。
1956年、アメリカ陸軍は、危険、困難な地形を飛び越えて行ける乗り物の実現を求め、1957年初頭にプロトタイプ開発の契約をクライスラー、カーチス・ライト、パイアセッキ・エアクラフトの3社と結んだ。3社は、VTOL (垂直離着陸機) のクライスラー・VZ-6、カーチス・ライト VZ-7、パイアセッキ VZ-8 エアジープを試作し飛行試験も行っているが採用まで至らなかった。
ポール・モラーは、1960年代から40年以上にわたってVTOL (垂直離着陸) 機能を備えた空飛ぶクルマ、モラー・M400・スカイカーを開発し続けている。ただし、2022年現在、M400 スカイカーは飛行に成功しておらず、プロジェクトは2015年ごろから休眠状態にあり、モラーは詐欺容疑で告発されている。
1999年、アメリカ人ジャーナリストのゲイル・コリンズは以下のように指摘した。
我々はここにいる。ミレニアムの変わり目まで、残り1ヶ月を切った。私が知りたいのは、空飛ぶ車に何が起こったのか？ということである。我々はもうすぐ21世紀のアメリカ人になろうとしている。人々は100年以上も前から21世紀の世界がどのようになるかを予測してきたが、我々の周りを見渡す限り、完全に予測を実現できたとは言い難い。( ... ) 未来予測の中心にあった空飛ぶ車の実現に失敗したことは、特別な裏切りのように思える。

次第に空飛ぶ車は「Where's my flying car?」という質問で冗談交じりに言及されるようになった。これは、現代技術がそれ以前の数十年間に行われた未来予測に追い付いてないことを示している。
ピーター・ティール率いるファウンダーズ・ファンドは、｢空飛ぶ車を夢見ていたのに、手にしたのは140文字だ｣というマニフェストをサイト上に掲載した。ティールは過去の未来予想に代わって到来した情報化社会は新たな雇用を生み出していないと批判している。

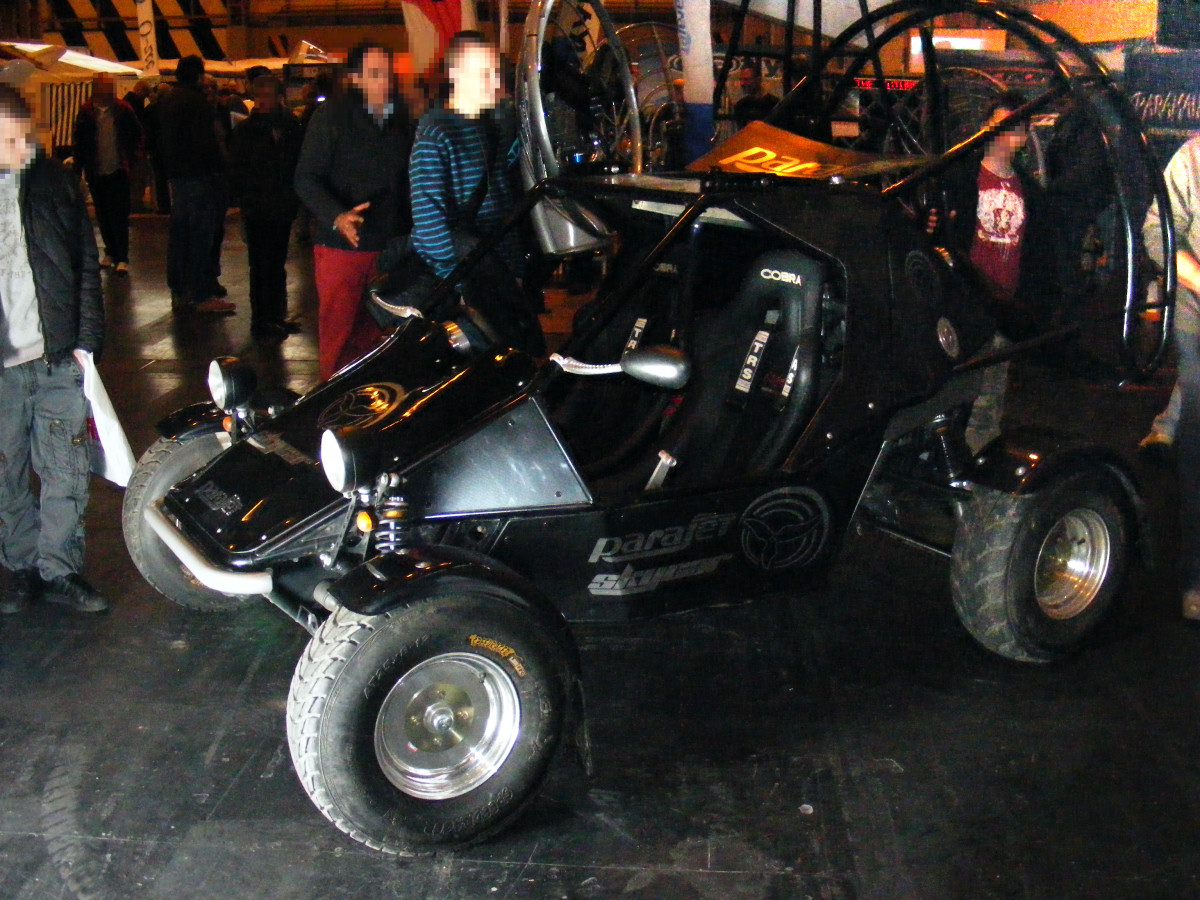
Parajet社のSkyCarのプロトタイプ

2009年ころにはイギリスロンドンのParajet社が空陸両用車の一種で、モーターパラグライダーとバギー車を合体させたようなSkyCar（英語版記事）の構想を練り、完成した試作機は滑走路が200メートル以上あれば離陸可能で、飛行モードでの最高速度は時速約110km、巡航高度約600〜900メートル、最高高度約4,500メートル、地上走行モードでの最高速度は時速約160km、4.5秒で時速約97kmまで加速できるという性能のもので、2009年にはロンドンからアフリカ・マリ共和国のトンブクトゥまで飛行するプロジェクト「スカイカー・エクスペディション2009」に成功し、2010年代に暫定価格を6万スターリング・ポンドとして50台の予約販売を受けつけ、量産化段階に入れば価格を大幅に下げると発表した。だが、実際に予約が入った数（実販売台数）は公表されておらず、今のところ商業的に成功している可能性は低い。

### eVTOLの登場

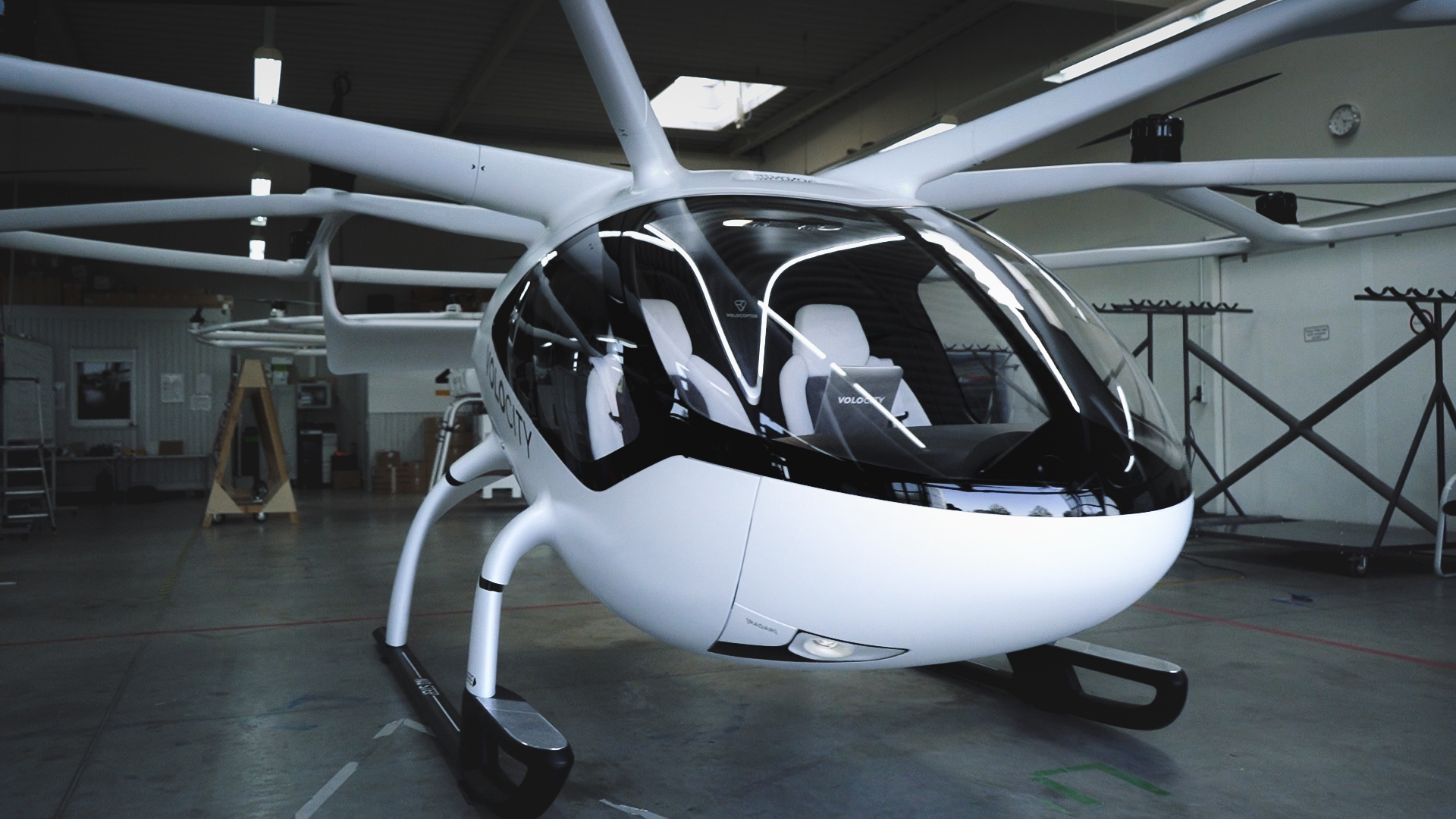
ボロコプターの機体（2020年撮影）

2010年代に入ると電動化技術、マルチコプター技術の発展を受けた、eVTOLと呼ばれる電動航空機が空飛ぶクルマとしてメディアに登場した。これは基本的に、空は飛べるが、地上を自力走行する機能は無い機体である。
2011年にドイツの e-volo (現:ボロコプター) が電動のマルチコプターに人を乗せる実験に成功、2016年にはアメリカのUberが空飛ぶクルマを使ったエアタクシーサービス「UberAir」を打ち出したことで空飛ぶクルマ業界に人や資金が流入した。
空飛ぶクルマ (eVTOL) は世界全体で約200の企業・団体が開発に取り組んでおり、有人試験飛行に成功していった。欧州のエアバスのような多国籍企業もあるほか、ウーバーとヒュンダイ（韓国）、ボーイングとポルシェ、JALボロコプター（ドイツ）のような国際的提携も行われている。
アメリカのモルガン・スタンレーによれば、2040年までに空飛ぶクルマの世界市場は約170兆円に達すると予測している。

### 年表
- 1991年、ジョーベン・ビバートは空飛ぶクルマ研究の大家であるカリフォルニア大学デービス校のポール・モラー（英語版）教授に従事した[28]。モラーの下で研究を続けたビバートは現状では電動技術が未発達であり、空飛ぶクルマの実現には20年ほどの歳月が必要であると結論付けた[28]。eVTOLパーソナルエアビークル『NASA パフィン』の想像図（2010年）

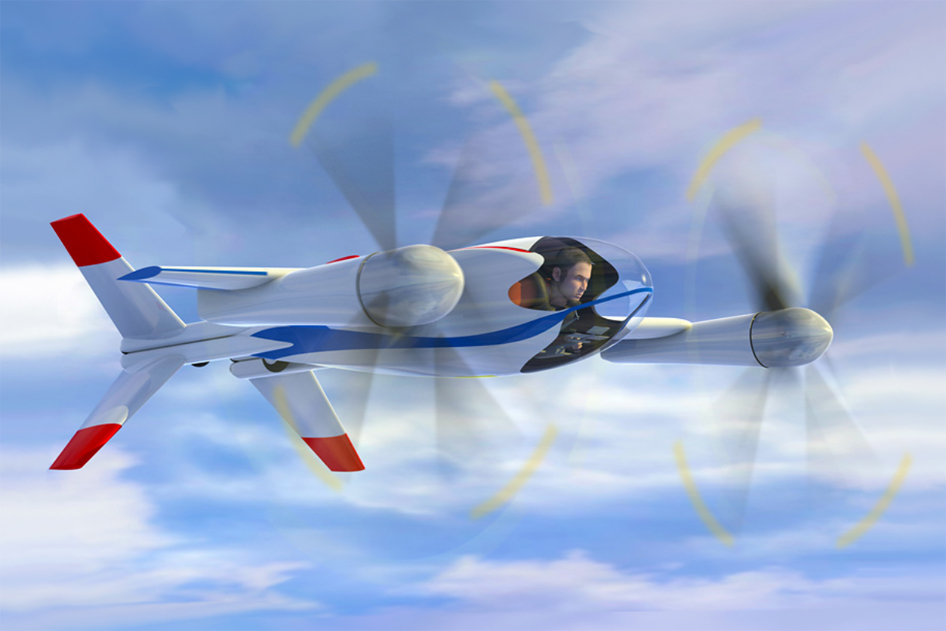
eVTOLパーソナルエアビークル『NASA パフィン』の想像図（2010年）

- 2009年NASAのマーク・ムーアがパフィンと呼ばれる電動のVTOL機の構想を論文で発表した。ムーアは論文の中で電動であれば騒音を抑えることができ、機体の部品数も減らすことが可能であると書いた。この論文は空飛ぶクルマの開発に火を付けた[29]。
- 2009年、シリコンバレーにエンジニア達が集まり電気飛行機に関する資金調達を始めた。そこにはビバートやスタンフォード大学のイラン・クルー、Googleの共同創業者として知られるラリー・ペイジらがいた[29]。クルーとペイジはジーアエロ（Zee.Aero）を立ち上げ、ビバートはジョビー・アビエーションを創業した[29]。
- 2010年、フランスの企業パロットがホビー用eVTOLのARドローン（英語版）を発売。
- 2011年、e-volo社（現:ボロコプター社）が電動のマルチコプターに人を乗せることに世界で初めて成功した[30]。
- e-volo社のテスト以降、eVTOLの持つ数々メリットが明らかになり、各国で有人eVTOLの開発が盛んになった。
- 2011年12月には日本のGEN CORPORATION（英語版）が、1995年に同社が開発した垂直離着陸機であるGEN H-4を電動化したGEN H-4Eの試験飛行に成功。[31][32][33]
- 2014年1月、日本の有志団体CARTIVATORが『SkyDrive』の開発を開始[34]。
- 2016年1月に開催されたCESで中国の企業イーハンがマルチコプター型の機体『EHang184』を発表した[35]。
- 2016年、世界的ライドシェア企業ウーバーが都市部における空飛ぶクルマの相乗りサービス「UberAir」を発表したことで、それまではスタートアップ企業が中心だった空飛ぶクルマ開発事業に大手企業が参入した[36]。

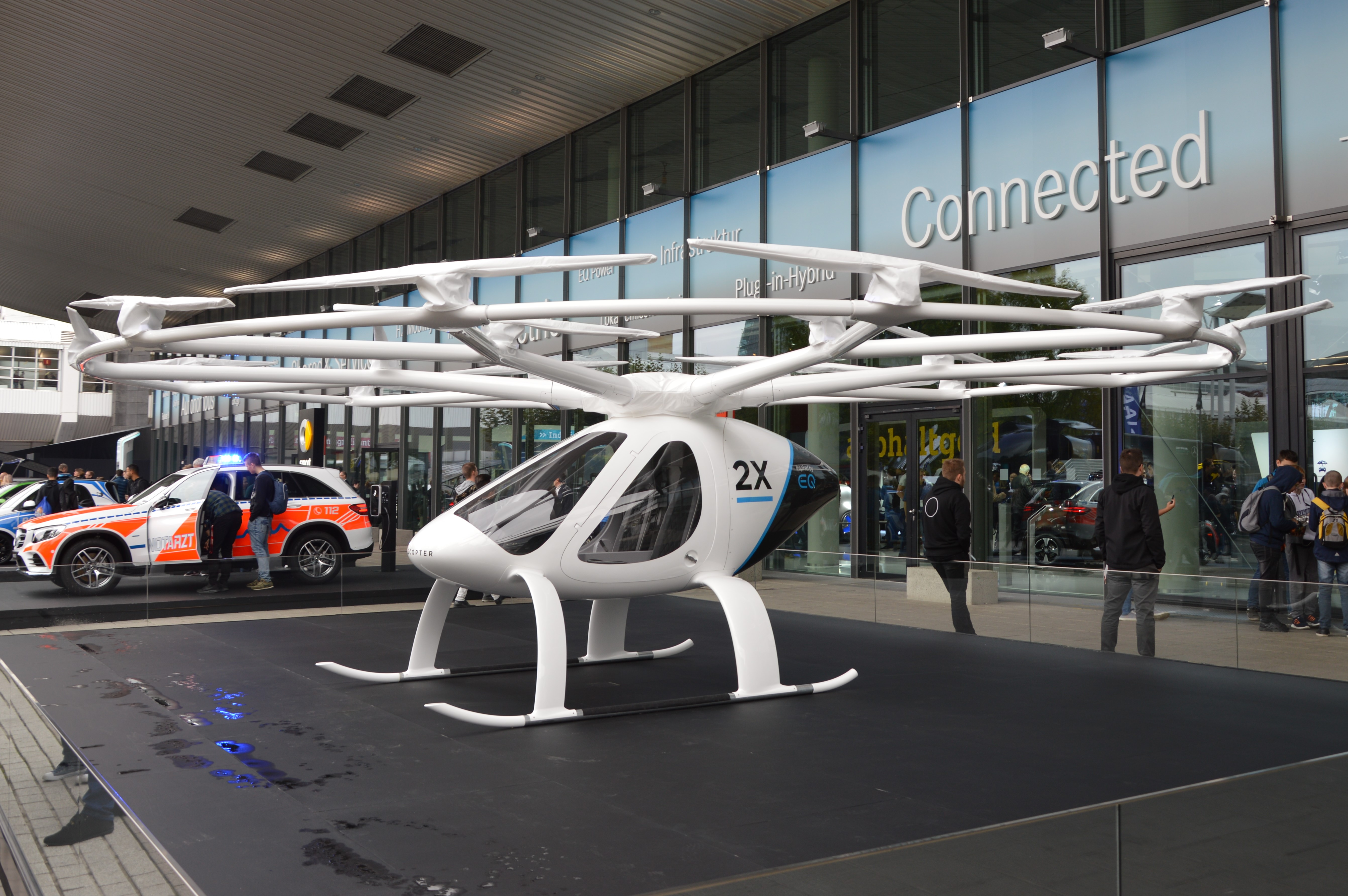
マルチローターの『ボロコプター2X』（2017年9月）

- 2017年、ムーアがNASAを退職しウーバーのエアタクシー部門「Uber Elevate」に移籍[37]。
- 2018年1月31日、ヴァーハナプロジェクトの『エアバス A³ ヴァーハナ』が初飛行。

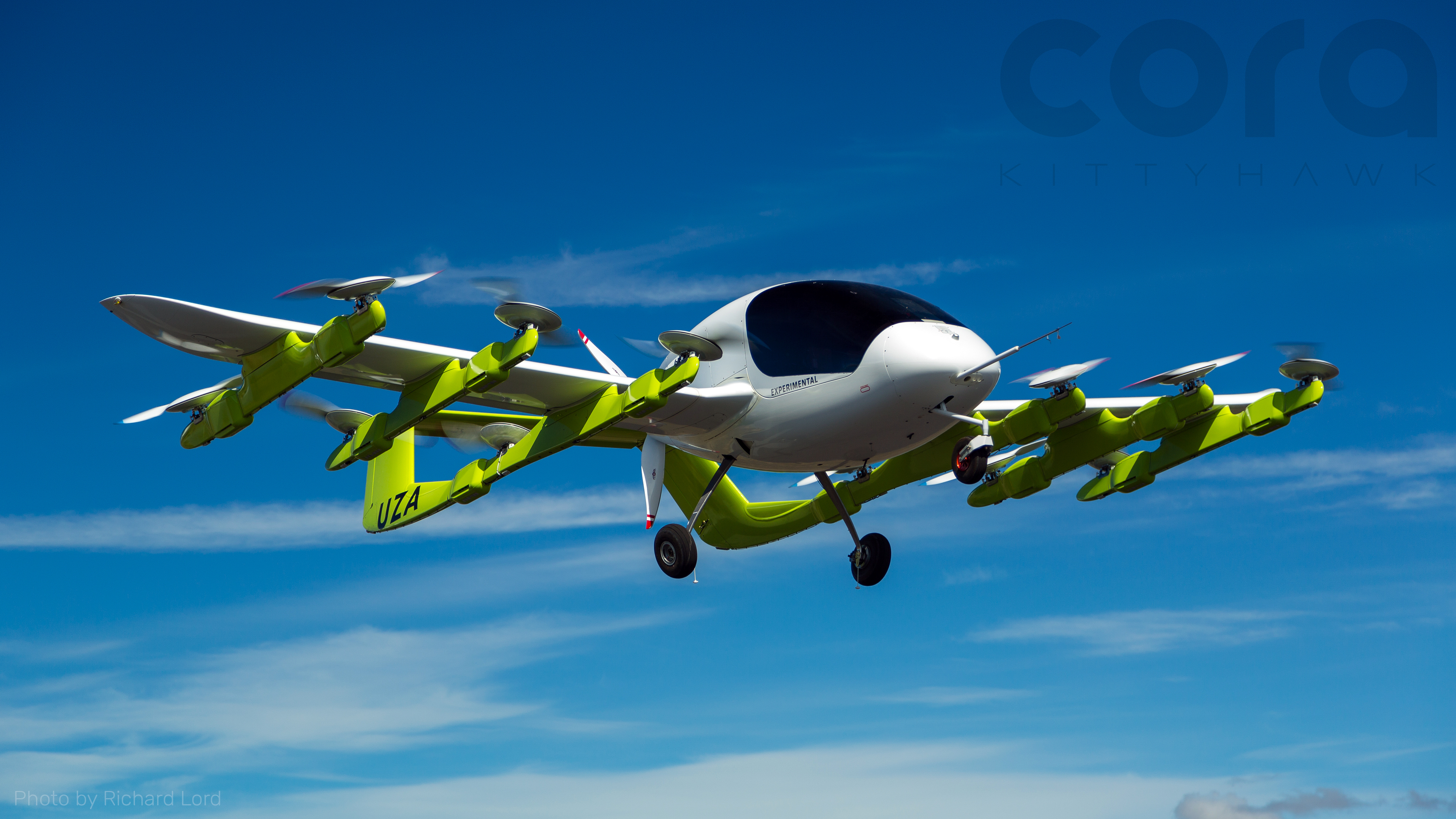
試験飛行を行う『 ウィスク・コーラ』（2018年3月）

- 2018年3月13日、ウィスク・エアロの『ウィスク・コーラ』が初飛行。
- 2018年6月1日、テトラ・アビエーションが設立[38]。
- 2018年7月16日、イギリスのロールス・ロイスは開催中のファーンボロー国際航空ショーで6つのローターで飛行する4-5人乗りのハイブリッド機のコンセプトを発表した[39]。早ければ2020年代半ばの実用化を目指している。
- 2018年8月30日、CARTIVATORがSkyDriveの本格的な実用化に向けて株式会社SkyDriveを創業[40]。
- 2019年1月のCESでアメリカのベル・ヘリコプターが『Bell Nexus』を発表した。
- 2019年1月22日、ボーイングNeXt（英語版）の『ボーイングPAV』が初飛行。
- 2020年1月に行われたCESで韓国の自動車メーカーのヒュンダイは5人乗りの『S-A1』を発表した。都市と空港をピンポイントで結ぶために使用され、実用化は2025年を予定している[41]

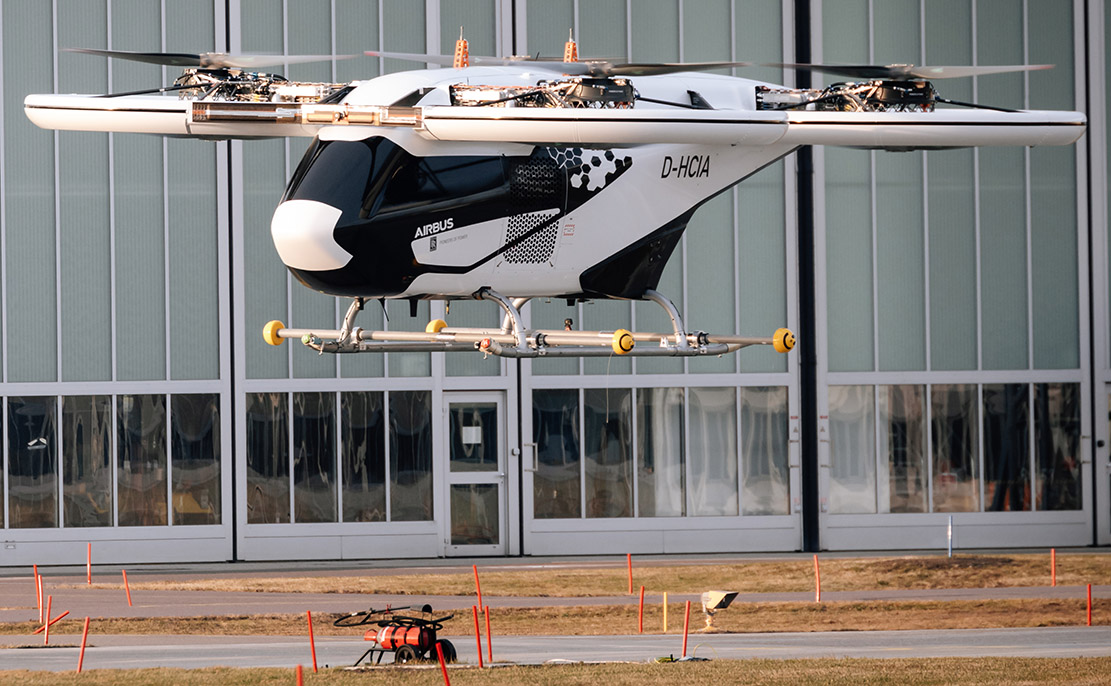
試験飛行中の『エアバス・シティエアバス』（2020年1月）

- 2020年1月16日、日本のトヨタがジョビーに対して約430億円を出資、トヨタとジョビーの提携も発表された[42]。
- 2020年2月、日本のテトラがアメリカで開催された1人乗り航空機の国際大会『GoFly』で革新的な開発を手掛けた者に与えられる「プラット・アンド・ホイットニー・ディスラプター賞」を受賞し、賞金の10万ドルを獲得した[43]。
- 2020年5月にはアーチャー・アヴィエーションが大型機『Archer』を発表した。

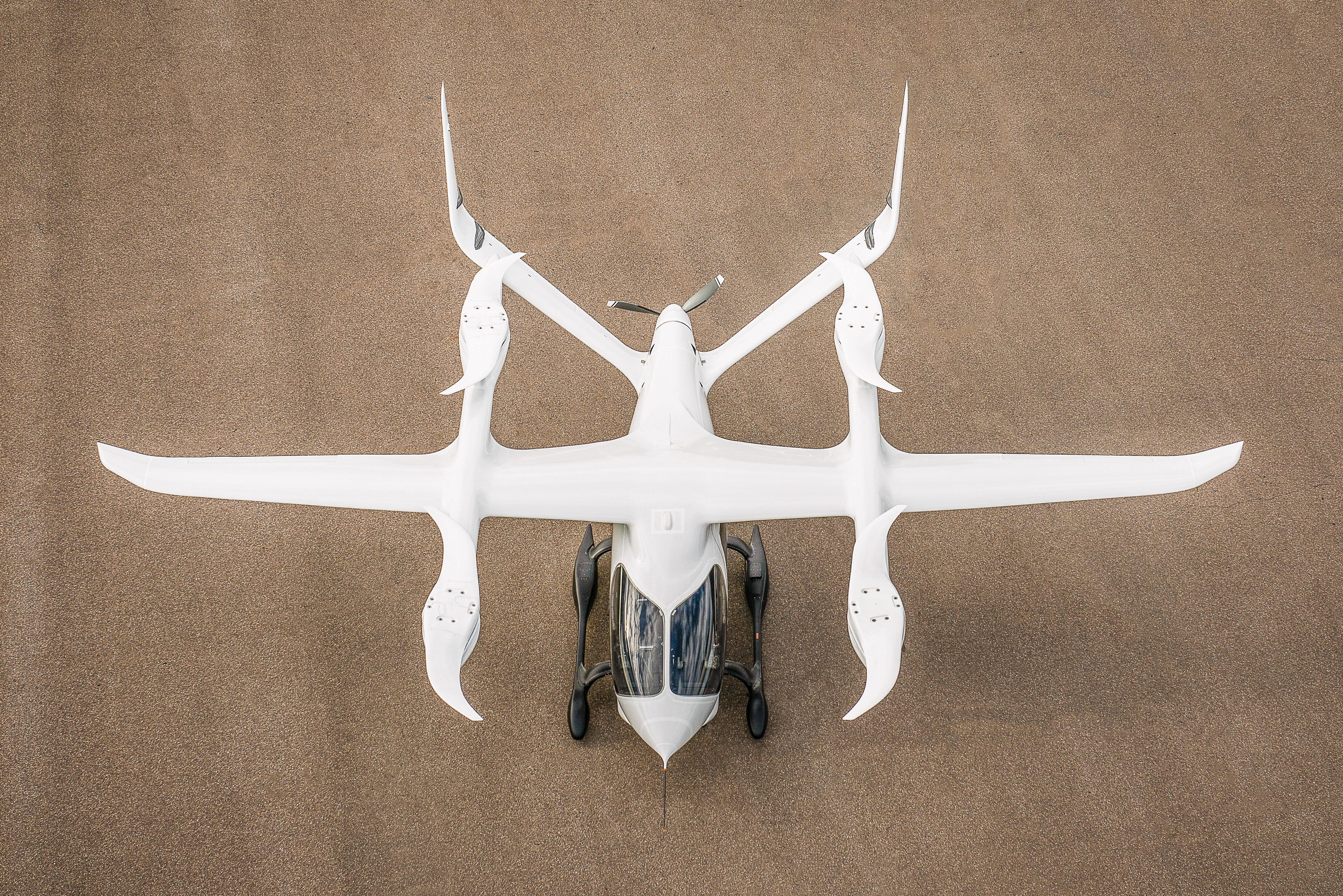
ベータ・テクノロジーズの『ALIA-250』（2020年6月）

- 2020年6月、ベータ・テクノロジーズ（英語版）は空飛ぶクルマ『Alia』を発表した。Aliaは移植用臓器の輸送に使用される。
- 2020年10月15日、ブラジルの航空機メーカーエンブラエルは子会社を設立し空飛ぶクルマ開発に参入することを発表した[44]。
- 2020年12月、Uberは新型コロナウィルスの影響で自社のエアタクシー部門「Uber Elevate」をジョビーに売却[45]。Uberとジョビーは今後もサービス面での連携を継続する[45]。
- 2021年1月に開催されたCESにてアメリカのゼネラル・モーターズは1人乗りの空飛ぶクルマを発表した[46]｡実用化は2030年を予定している[41]。
- 2021年7月1日、スロバキアのクライン・ビジョン社が変形を行う「AirCar」の試験飛行に成功[47]。
- 2021年7月26日、アメリカの航空ショーEAA AirVenture Oshkosh 2021にて日本のテトラ・アビエーションは『Mk-5』を公開した。機体は32個の垂直離着陸用ローターと、1つの水平飛行用ローターで構成される[48]。
- 2021年9月30日、日本のホンダは有翼機『Honda eVTOL』を発表した。機体はシリーズハイブリッド方式を取り、航続距離は400km、都市間の移動が可能で、商用化は2030年以降を想定している[49]
- 2022年9月、米Google創業者の1人であるラリー・ペイジ氏も出資したeVTOL開発会社 Kitty Hawk（キティホーク）は事業を終了すると発表した[50]。
- 2022年10月18日 - アメリカのジョビー・アビエーションが日本の国土交通省に型式証明の取得を申請したと発表した[51]。ジョビーの型式証明申請はアメリカ、イギリスに続き３カ国目で、日本の空飛ぶクルマの型式証明申請は2021年のSkyDriveに続き、2例目[51]。
- 2025年4月26日、大阪・関西万博でデモ飛行中の米LIFT Aircraft社の「HEXA」が部品の落下事故を起こし、運行中止となる[52][53]。7月、近く再開予定であることが発表された[54]。

## 実用性についての議論
空飛ぶクルマは1世紀以上にわたって開発が続けられており、21世紀に入ってからも様々な人々がその実用性について意見を発信している。
航空工学者の鈴木真二は、実用化可能な空飛ぶ車の条件として、車と同じ値段で購入でき、安全性が担保された4人乗りの小型飛行機を挙げている。起業家のピーター・ティールは、空飛ぶ車の実現を妨げる要素として、技術的な問題よりも硬直化した法律などを上げている。
一方で、空飛ぶクルマは、コスト、安全性、騒音、操縦技術の習得等の問題により決して普及しないという懐疑的な意見も根強く存在する。テスラ創業者のイーロン・マスクは、都市空間を三次元的に活用したいのであれば、空中よりも地下を利用することが合理的であると述べた。技術史家のジョン・マイケル・グリアは、空飛ぶクルマ（空陸両用車）というアイデアは、「劣った飛行機と劣った自動車の組み合わせであり…ベンチプレスをしながら100メートル走をするようなバカげた考え」であると述べた。また、空飛ぶクルマによる近距離・中距離の移動に対して、そもそも大きな需要が存在しないという指摘もある。
また、現段階において製造された空飛ぶクルマは、多くの面で旧来型のヘリコプターを上回る性能には達していない。

## 種類
2010年代以降は、主にeVTOL（マルチコプター型、固定翼型）と、自動車に羽が生えた空陸両用車が研究されている。なお、過去には圧縮空気を使ったエアカーも構想されていた。

### 機体

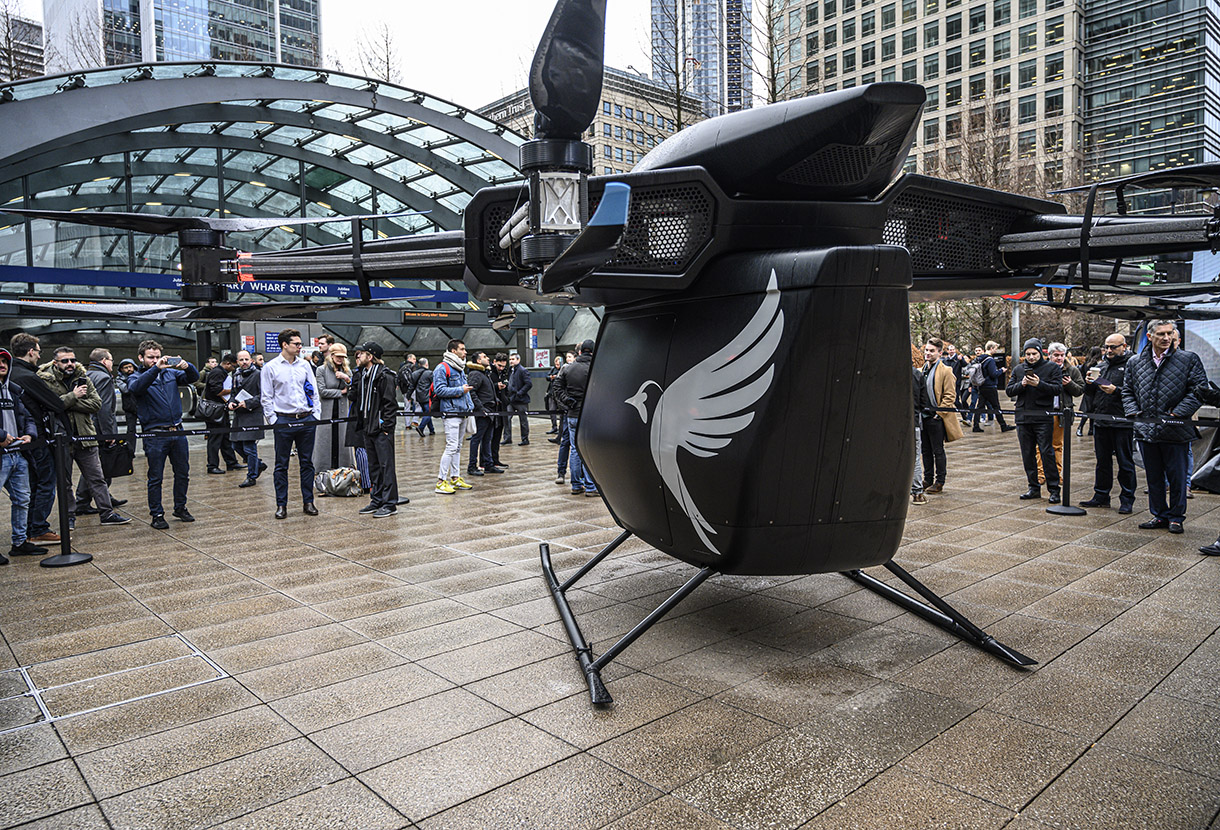
Vertical Aerospaceのセラフ (Seraph)（2020年撮影）

空飛ぶクルマは機体の構造によってマルチコプター型と固定翼付き型に大きく分けられ、地上走行能力の有無でさらに細分化できる｡
マルチコプター型は小型ドローンの様に複数のローターを回転させて垂直離着陸や水平飛行を行う。
このタイプは各ローターの回転数に差を付けることによって全ての機体操作を賄うため固定翼がなく揚力を得ることができない。
そのため、水平飛行時の効率が悪く長距離移動より短距離移動に適している。他の型と比べた場合のメリットとしてはホバリングや垂直離着陸に長けている、機体がコンパクトであるなどか上げられる。
固定翼付き型はローターに固定翼を付け加えたタイプである。水平飛行時に翼を利用できるためマルチコプター型より長距離の移動が可能である。
固定翼付き型は離着陸時と水平時にプロペラの向きだけを変更するティルトローター型、プロペラが付いている固定翼ごと傾けるティルトウィング型、離着陸時と水平時にそれぞれ別の機構を使用する分離型に細分化できる。
マルチコプター型の開発費用が数千万円程度なのに対し固定翼付き型の開発コストは数億円ほどになる｡

### 動力
2010年代からの空飛ぶクルマは電動を前提としているが、現在のリチウムイオン電池で充電なしに一度に飛行できるのは30分程度であり飛行距離に置き換えると100kmから150kmほどである。そのため長距離移動が可能な空飛ぶクルマの実現には全固体電池の実用化などが必要になる。ただし、都市内での移動のような短距離の用途であれば現行の技術でも十分可能である。
空飛ぶクルマはフル電動が多いがバッテリーが抱える問題により、モーターとエンジンのハイブリッドを取る場合もある。ハイブリッドには幾つかタイプがあり、パラレルハイブリッド方式とシリーズハイブリッド方式に分られる。
パラレルハイブリッド方式はエンジンとモーターの両方を動力とすることによってケースバイケースで適切に動力を使い分けることが可能になるが、構造が複雑化する上にエンジンを使用するとプロペラの回転数で機体操作を行うタイプの機体では繊細な応答が難しくなる。
シリーズハイブリッド方式はエンジンを発電機にして生み出された電気でモーターを動作させる。パラレルハイブリッドがもつ構造の複雑化はある程度抑えられ、相性の悪さも発生しないため後者の方式を採用する企業が多い。
また、Alaka’i Technologiesの機体｢Skai｣やイスラエルの企業の｢CityHawk｣はバッテリーではなく水素燃料電池をエネルギー源にしている。水素燃料電池はバッテリーよりもエネルギーをより多く蓄えられより長距離を移動できる。その場合燃料電池の価格がネックになる｡

### 高級モデル
空飛ぶクルマの高級モデルの開発も進められている。
アストン・マーティンは2018年に開催されたファーンボロー国際航空ショーで空飛ぶクルマの高級モデル｢Volante Vision Concept｣を発表した。機体はハイブリッドのeVTOL機で、2020年代半ばの生産を目指し、価格は10億円ほどを予定している。
2019年10月、高級車メーカーのポルシェはボーイングとの共同チームを発足させ、空飛ぶクルマの高級モデルについて研究を行うことを明らかにした。
イギリスの企業VRCOは高級モデル｢NeoXcraft｣を販売予定である。価格は2億円ほどで、世界で年間200-300機の販売を目指している。2021年後半には日本での販売体制が整うという。

## 利用
この節は特記がない限りeVTOLタイプの空飛ぶクルマについて解説する。
空飛ぶクルマは個人所有よりライドシェアでの利用が見込まれている。運用形態は機体開発と機体運用をそれぞれ別の企業が行うケースと機体開発メーカーが運用も兼任するケースに分かれる。
空飛ぶクルマを個人が自家用車のように購入・利用できるのは2030年代からと見られている。但し、2030年の段階で2000万円程度という販売単価の高さから、当面の販売対象は富裕層となる可能性が高い。

### 都市

#### 都市内
近年世界各国では都市部での交通渋滞が問題になっているが、空飛ぶクルマを使用すれば渋滞している道路を避けて移動することができる。
アメリカ航空宇宙局 (NASA) は都市部における空飛ぶクルマの利用方法としてエアメトロ型とエアタクシー型を挙げている。
エアメトロ型は地上におけるバスや地下鉄と同様に予め決められたルートを時間通りに運航するものである。エアタクシー型は乗客が空飛ぶクルマを自由に呼び出せるタイプで行きたい場所に直線的に移動することができる。これは地上におけるライドシェアやタクシーに相当する。なお、どちらのサービスも電動で自律飛行が可能な垂直離着陸機の使用を前提としている。
日本は既に交通インフラが整っているため、都市のエアタクシー（空飛ぶタクシー）は海外ほどの高い需要はないとみられ、東京等の大都市では終電後の交通手段としてのニーズの方が高いと考えられる。

### 地方
空飛ぶクルマは地方における新たな交通手段として注目を集めている。
専門家からは空飛ぶクルマを都心部での空飛ぶタクシーとして運用するより、先ずは地方での新たな交通手段として導入すべきと言う意見がある。

### 災害対応
地震や洪水で道路が寸断されると人命の救助や支援物資の輸送等が難しくなる。現在でも災害時にはドクターヘリが活用されているが空飛ぶクルマは機体がより小さいため、よりピンポイントな支援が可能になる。
不安定な場所への離着陸や夜間飛行が必要になり平時での運用とは異なる課題があるが、具体的な役割としてはケガ人の救助、救援部隊の投入、被災地への支援物資の運搬などが想定されている。
実際に2023年から災害救助に空飛ぶクルマを使用することを｢空の移動革命に向けた官民協議会｣ (後述) がロードマップで発表している。

### 医療

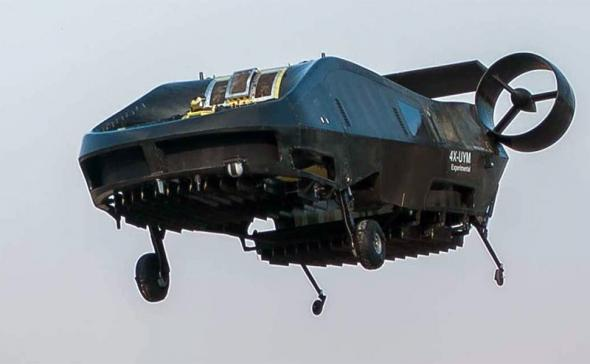
イスラエルの企業が開発した『Cormorant』
戦場で負傷した兵士を運搬する

空飛ぶクルマは、現在、ドクターヘリがその役割を担っている救急医療などにも利用できる。ドクターヘリは医師や患者の高速搬送などで使用され成果を上げている一方、離着陸可能な場所が多くない、夜間飛行が実施されてない、若手パイロットが少ないなどの問題を抱えている。
空飛ぶクルマは機体がコンパクトで離着陸場所の選択肢が多く、自律飛行であれば夜間飛行も可能で、操縦も容易であることからフライトドクターなどから注目を集めている。
日本にドクターヘリを普及させた医師の松本尚は空飛ぶクルマはドクターヘリの補完ではなく置き換える存在だと発言している。
アメリカの大手資産運用会社ARK Investは、空飛ぶクルマを使った救急車はレスポンスタイムを短縮させ年間で2万人の心停止患者を新たに救う可能性があると指摘している。機体の運用には28億ドルの追加コストが必要になるが救命された人々がもたらす経済的利益は183億ドルに上ると推定される。
空飛ぶクルマを救急車として使用する場合の課題としては、病院側の患者受け入れ体制や人員の拡充、導入初期はバッテリーの問題で医療従事者や医療器具の重量がドクターヘリと比べて制限されること、離着陸時にヘリコプターよりは小さいもののダウンウォッシュが発生することなどが指摘されている。
2020年2月、中国の企業イーハンの｢EHang 216｣が中国で救急車として運用され医療品や人を運搬した。

## 実現に向けた取り組み
都市の上空を空飛ぶクルマが飛行する場合は騒音、安全性、テロ等への悪用の防止、既存航空システムとの統合、そして社会の受容などが問題になる。日本国内においては航空機と同レベルの安全性と静音性が求められる。
動力として最有力なのは電力である。従来型の航空機と比較して電動であれば環境負荷が低く騒音も発生しにくくなる。電動化で機体の構造が簡素化することによって機体設計の自由度が増し逆に様々なコストは低下する。また、自律飛行であれば人件費の削減が可能になる。さらに、離着陸に垂直離着陸を採用すると滑走路等が不要になり、現在地から行きたい所へ点から点への移動が可能になる。
この節は特記がない限りeVTOLタイプの空飛ぶクルマについて解説する。

### 騒音対策
空飛ぶクルマは航空機とドローンの間くらいの所を飛行する予定である。これはヘリコプターが利用する高さと同じかやや低い高度であるが、騒音は内燃機関を使用するヘリコプターと比べて電力を利用する空飛ぶクルマのほうが低い｡
プロペラが出す騒音についても議論がある。風切り音はプロペラの形状を工夫することで20%-30%程度低下させることができる。また、イヤホンのノイズキャンセラーの要領で機体に逆位相の音を発生させることで風切り音を軽減する研究も行われている。
また、ヘリコプターと空飛ぶクルマでは風切り音の伝播の仕方に違いがある。空飛ぶクルマはヘリコプターと比べてプロペラが小型であり十分な揚力を得るためには回転数を上昇させる必要がある。プロペラの回転数を上げると高周波の音が発生するが、高周波の音は遠くには届きにくいという特性があり、上空を飛行する分には騒音は問題になりにくい｡
ただし、街中に離着陸するには現在の技術では騒音が大きすぎるため、当面は専用のポートを使用する必要があると指摘されている。

### 安全性
空飛ぶクルマは複数のローターを使用することで冗長性が高く1つのローターが停止したとしても即墜落するわけではない。ただし、動力が停止して全てのローターが動かなくなることは考えられる。動力停止した場合は機体ごと緊急着陸用パラシュートで吊り下げて緩やかに着陸する方法などが考えられる。また、ヒューマンエラーなどによって起きる事故を防止する取り組みも行われている。また、空飛ぶクルマはヘリコプターよりも低い高度 (150～500m) を飛行する想定であるため、特に都市上空を飛行する場合はエンジン停止や空中衝突などの重大事故が発生した場合に地上に被害をもたらさないための対策も求められる。
空飛ぶクルマはパイロットレスの自律飛行を採用するものが多い。理由の1つは安全性の問題である。これは現在地上においても自動車による事故が絶えない以上空飛ぶクルマを人間が運転するのは危険だという判断がある。自動運転は既に地上の車において実現のために実験が進められているが、障害物や人が存在する地上より空中のほうがむしろ自動運転の難易度は低い。そのため地上における自動運転車の実現より空飛ぶクルマの自動運転化のほうが早いという指摘もある。ただし社会導入の初期の段階では訓練されたパイロットに操縦してもらうという形が想定される。飛行にプロのパイロットが必要だと人件費が高騰してしまうため最終的にはパイロットレスの自律飛行に移行する｡

### テロ対策
個人用航空機が広く普及した場合、爆弾や可燃物を搭載して目標へ衝突する自爆テロに使用されたり、ハイジャックされるなどの懸念があり、それらの犯罪への対策が求められる。

### 既存航空システムとの棲み分け
空飛ぶクルマは、小型ドローン、ヘリコプターや固定翼機など既存の航空機との棲み分けを求められる。高度により利用可能な場所を分離する、あるいは既存の航空機に放送型自動従属監視など自己位置の発信情報を義務付けることが考えられる。

### 離発着場

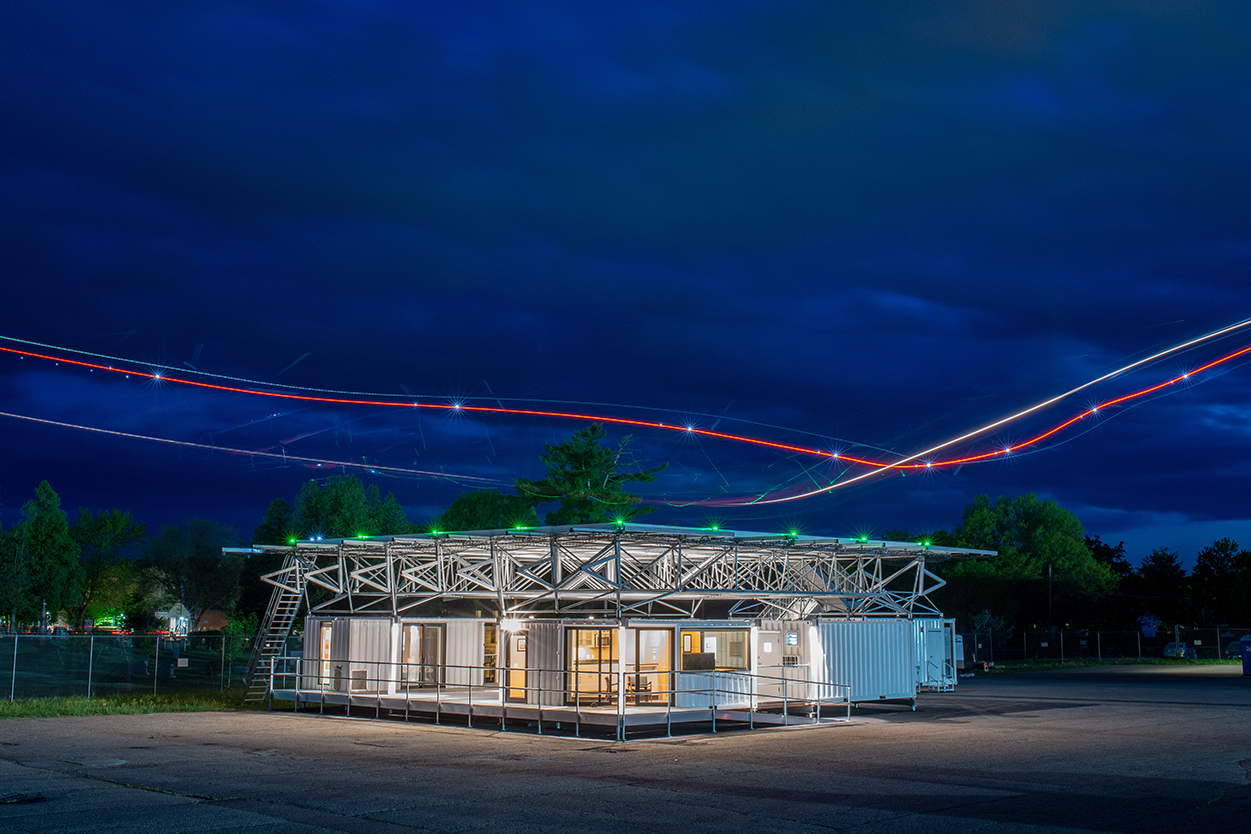
ベータ・テクノロジーズの離発着場

空飛ぶクルマの離着陸場はバーティポート (Vertiport) またはスカイポート（Skyport）と呼ばれる。バーティポートに必要な設備は主に充電機器などである。充電方法はバッテリーを急速充電する方式とバッテリーを充電されたものに取り替える方式の2つに分けられる。
後者は交換のための人手が余分に必要になると見込まれるため、ボロコプターのようにバッテリー交換用の自動ロボットをバーティポートに設置することでコスト低下を目指す企業もある。
離着陸時には人による誘導が必要になる。空飛ぶタクシーの場合は多数のバーティポートが必要になり、結果として莫大な人件費が発生するため、離着陸の自動化が必要である。着陸の自動化に関しては『安全帰還緊急自動着陸システム』（Safe Return Emergency Autoland System）を空飛ぶクルマに応用することも考えられている。
日本におけるバーティポートの候補地としてはビル屋上のヘリポート、駅やコンビニの駐車スペースなどが挙げられる。後者の場合は人件費の削減のため一般人に離着陸の誘導を行ってもらうという案も出されている。アメリカでは立体駐車場や大型ホテルなどが候補地である。

### 国・行政による取り組み

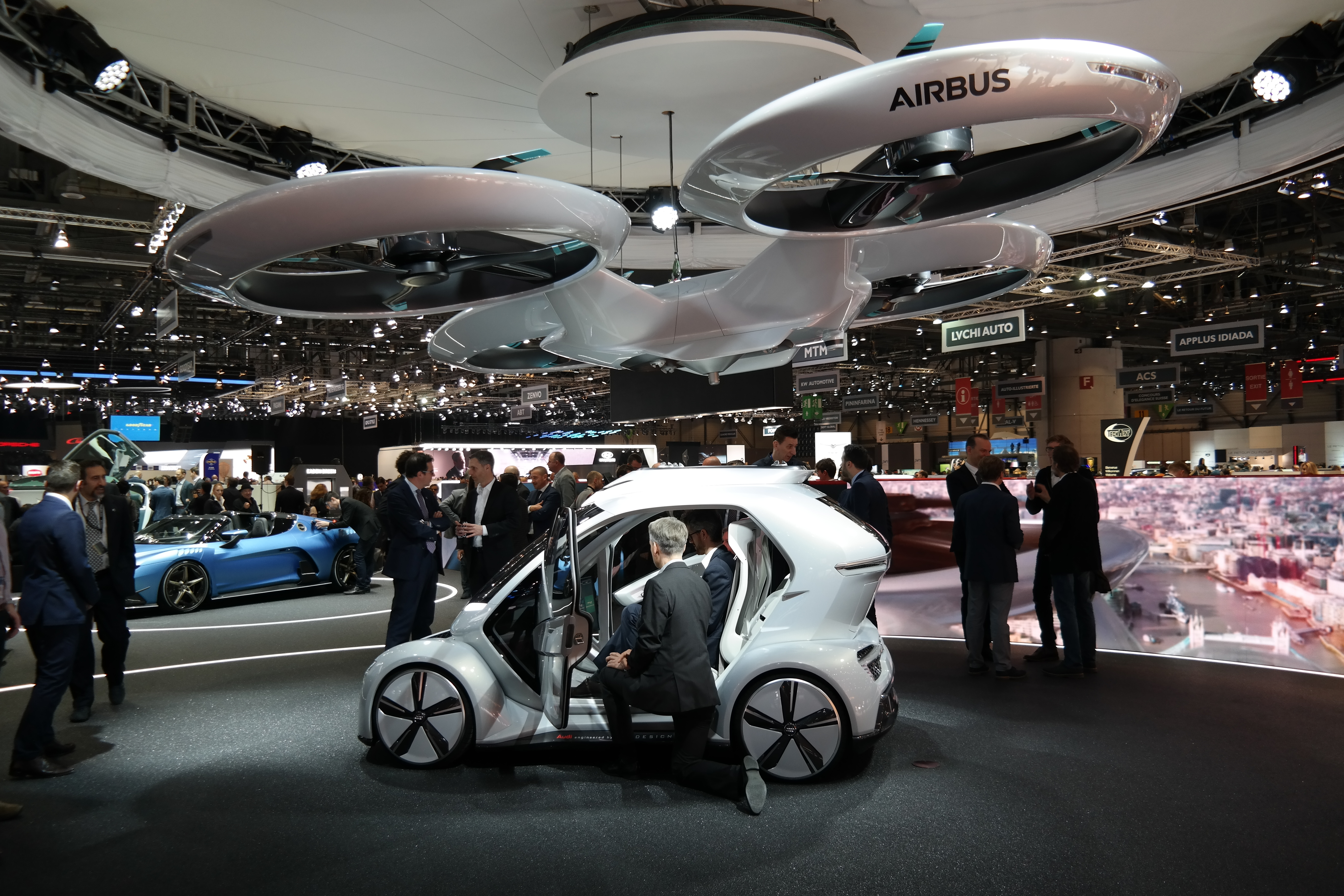
エアバスとアウディの『Pop.Up Next』
飛行時は上部のドローン、走行時は下部の車がそれぞれ連結する

#### アメリカ
米国おいては空飛ぶクルマは自走できることが前提であることが多く、自走できない垂直離着陸機 (VTOL) とは区別されることもある。
ロサンゼルス市では2020年に市長の肝いりでUrban Movement Labs (UML) が設置され、同市におけるエアタクシーの導入に向けた様々なルールの制定やバーティポートの候補地選定に取り組んでいる。UMLはジョビー、アーチャー、ヒュンダイの空飛ぶクルマ部門、ボロコプターなどと協力関係を結んでいる。

##### Agility Prime
ジョビー・アビエーション、ベータ・テクノロジーズ、リフト・エアクラフトなどアメリカの企業3社が、アメリカ空軍のAgility Primeプログラムで軍の耐空性認証を得ており、直近では2021年7月にキティー・ホークのHeavisideが承認された。

#### 日本
2017年夏、経済産業省の若手官僚のもとに海外の航空機メーカーが訪れ日本における空飛ぶクルマの開発状況を尋ねた。若手官僚はこの出来事をきっかけに空飛ぶクルマやドローンについての情報収集を行いこの業界がもつ可能性に気づいたが、空飛ぶクルマの開発に必要な諸分野はそれぞれ別の省が担当を受け持っていた。
そこで、経産省の若手官僚は国土交通省の若手官僚に呼び掛けて2省間の連携関係を構築、両省の若手官僚7人は空き時間を使って独自に勉強会を開催し議論を重ねていった。
2018年、両省の若手官僚主導で｢空の移動革命に向けた官民協議会｣が開催された。協議会では空飛ぶクルマの実用化に関するロードマップが作成された。
ロードマップによると2019年から実証実験や飛行試験をスタートさせ、2023年に事業化、2030年代にはそれを更に拡大させていく予定である。最初は物の運搬からスタートさせて徐々に地方での人の移動に移っていき、最終的には都市における人の移動を担うという。
日本の経済産業省はeVTOLについて「電動垂直離着陸型無操縦者航空機」を正式名称としている。つまり、電気を動力（電動航空機）として、垂直離着陸 (VTOL) が可能であり、飛行に航空機パイロットを必要としない航空機を指す。
2023年、宮崎県延岡市は、国のデジタル田園都市国家構想交付金を活用して、空飛ぶクルマを導入して地域医療への活用を目指したが、議会などの反対に遭い頓挫した。
大阪府では2025年日本国際博覧会（大阪・関西万博）での利用を見据えて、約40社が参加する産官学連携のラウンドテーブルを2020年11月に設立し、2023年の事業化を目指していた。2022年9月7日、大阪府は2025年大阪・関西万博での商用運航を目指す「空飛ぶクルマ」について、2023年2月に大阪城公園で有人の実証飛行を行うと発表した。大阪府によると、日本国内での有人の実証飛行は初めてという。機体は米国「LIFT　AIRCRＡFT」社製の「HEXE（ヘクサ）」（全長4.5メートル、高さ2.6メートル、定員1）の1人乗りの機体を使用し、巡航速度は時速約100キロ。大阪城公園敷地内で離着陸や昇降時の動作を確認した。しかし、最終的に万博本番では客を乗せないデモ飛行となった。
未だ国土交通省は、航空法施行規則（昭和二十七年運輸省令第五十六号）第四章　航空従事者で、電動飛行機も電動回転翼機もパワードリフトも規定していない。

##### 日本における型式証明
- 2021年10月29日、日本のSkyDriveが型式申請を行った[117]。
- 2022年10月18日、アメリカのジョビー・アビエーションが型式証明の申請を行った[118]。
- 2023年2月21日、ドイツのボロコプターの型式証明申請が受理された[119]。
- 2023年3月29日、イギリスのバーティカル・エアロスペースの型式証明申請が受理された[120]。

### SPAC
2021年にはアーチャー、ジョビー、リリウム、バーティカルなど、幾多の空飛ぶクルマ企業がSPACに買収され公開企業となった。2021年2月、1社目のアーチャー・アビエーションは、SPAC上場と同時期にユナイテッド航空から10億ドル分の機体発注を受けた 。

### 発注
バーティカル・エアロスペース社は、2021年6月にアメリカン航空、ヴァージン・アトランティック航空、航空機リースのアボロン社などから、空飛ぶクルマ1000機の予約注文を受けたことを発表した。

### 影響
純電動化とパイロットレスが達成された空飛ぶクルマ が量産化されることで、交通に新たな『空の移動革命』がもたらされ、これまでは飛行機やヘリコプターなどを通した限定的なものに留まっていた人類による空の利用に変化が起き、『空の移動の大衆化』と称される一個人が日常の交通手段に空を利用する時代が到来すると予想されている。その影響は第二次世界大戦後のモータリゼーションが社会に与えた革新に匹敵する可能性があるという。
不動産では、現在は鉄道などを中心に住宅地や商業施設が作られているが、空飛ぶクルマが普及すれば既存インフラに縛られない移動が可能になり人や物の移動が分散されると予想されている。
それによって既存インフラ中心のまちづくりに変化が起こり、現在は価値がないとされている土地に新たな価値が生まれる可能性が指摘されているが、逆にインフラが整備され価値が高いとされる土地の価値が低下してしまうことも考えられる。
既存インフラに縛られない開発が可能になれば、都市への一極集中が解消され、山間部や離島など以前は赴くのが難しかった土地に大型ショッピングモールや高級住宅地が建てられるといったことも予測されている。

## フィクションにおける空飛ぶクルマ
空飛ぶ車（空飛ぶクルマ）は、ファンタジーやSFなどでは一般的な存在である。SF作品ではローターなどで飛行する乗り物ではなく、車がそのまま空を飛ぶように描かれることが多い。
ヘリコプターの専門家 Matt Garratt は、SF映画に登場するような空飛ぶ車には、ある種の反重力が必要であり、現在 (2000年代時点) の技術で実現するのは難しいと語っている。

### 実写映画
- ブレードランナー (1982) & ブレードランナー2049 (2017)
"スピナー（英語版）"は、サイバーパンクな2019年のロサンゼルスを舞台にした作品『ブレードランナー』で使用されている空飛ぶ車の総称である。スピナーは地上では普通の乗り物として運転でき、空中では、VTOL機のようにジェットエンジンを使用して垂直離陸、ホバリング、水平飛行などが可能である。

- バック・トゥ・ザ・フューチャー & バック・トゥ・ザ・フューチャー PART2 (1985/1989)
『バック・トゥ・ザ・フューチャー PART2』と『バック・トゥ・ザ・フューチャー』のエンディングでは、ドク・ブラウンが主人公マーティと恋人のジェニファーを改造した空飛ぶデロリアンのタイムマシンに誘い、2015年の空飛ぶ車が飛び交う世界にタイムトラベルした。

- フィフス・エレメント (1997)
2263年のニューヨークが舞台の映画『フィフス・エレメント』では、主要な交通手段として空飛ぶ車が使用されている。この映画の映画美術は、フランスの漫画家ジャン・ジロー[129]とジャン＝クロード・メジエールによって作られた[130]。

### アニメ
- アニマトリックス (2003)
アニマトリックスのセカンド・ルネッサンスというエピソードでは、空飛ぶ車の ｢Versatran｣ を紹介するテレビCMが流されている[131][132]。

## ギャラリー
色々な空飛ぶ車

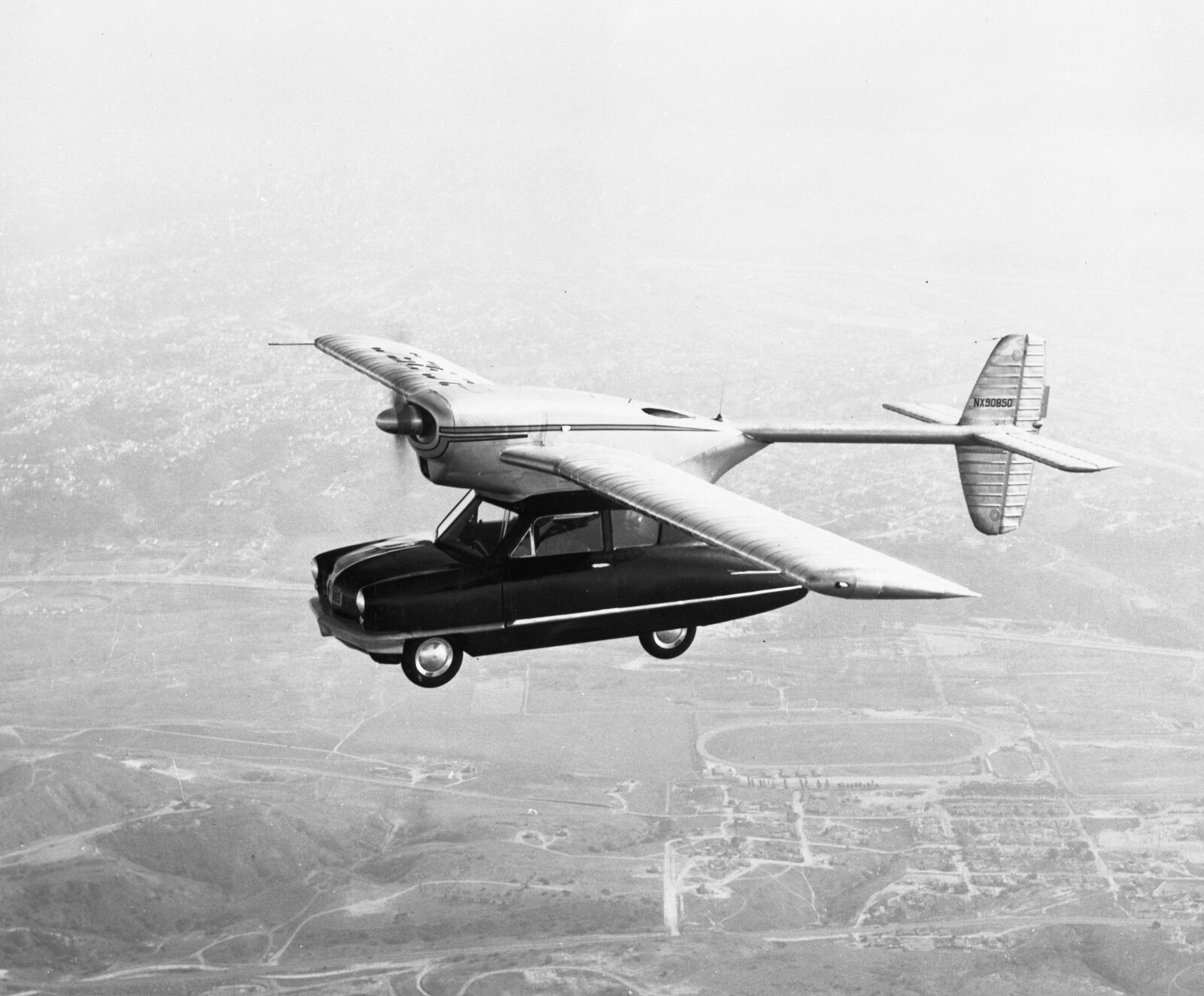
“コンベアモデル118（英語版）” （1947年11月）
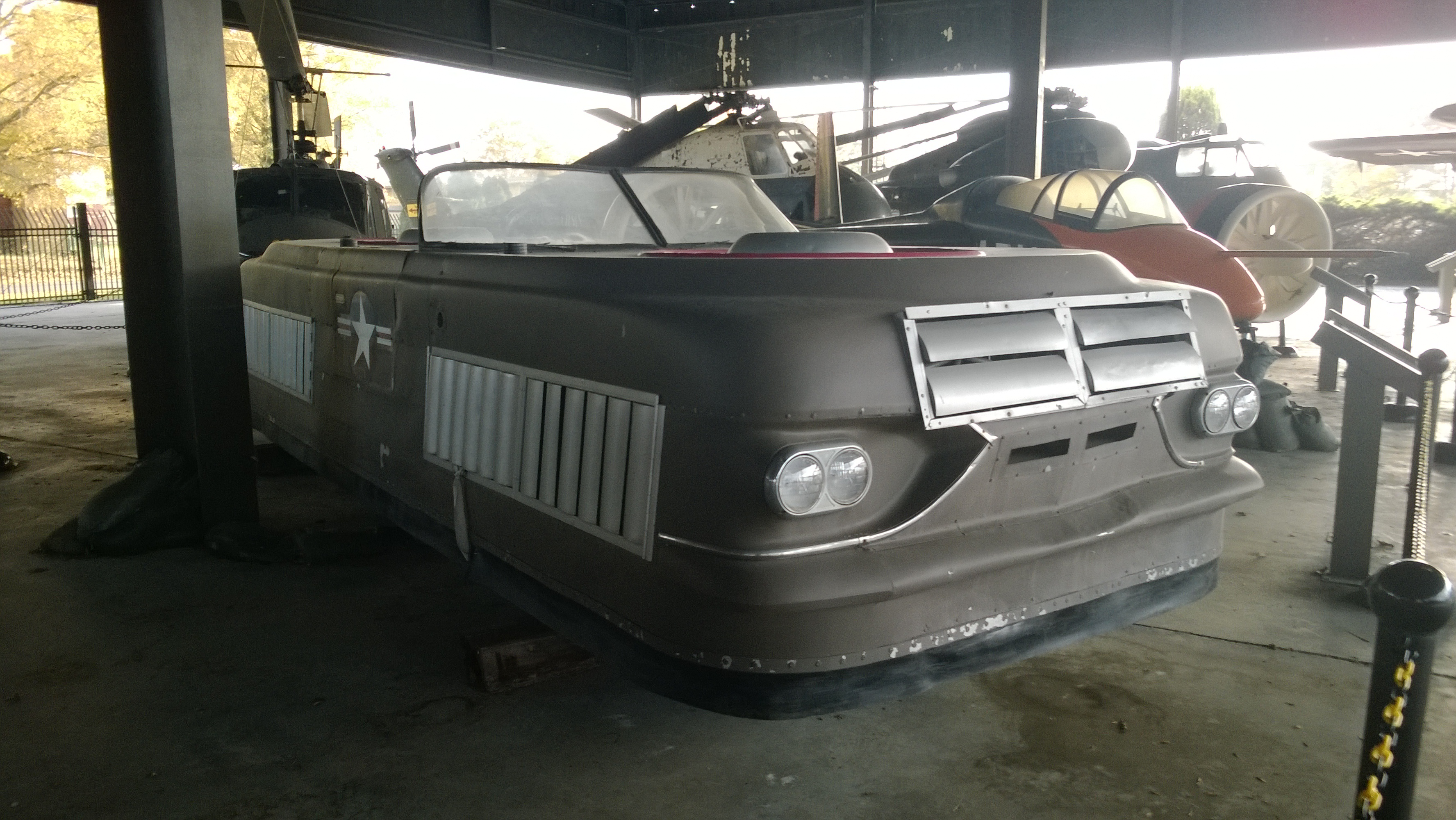
“GEM モデル 2500 エアカー”（1960年）
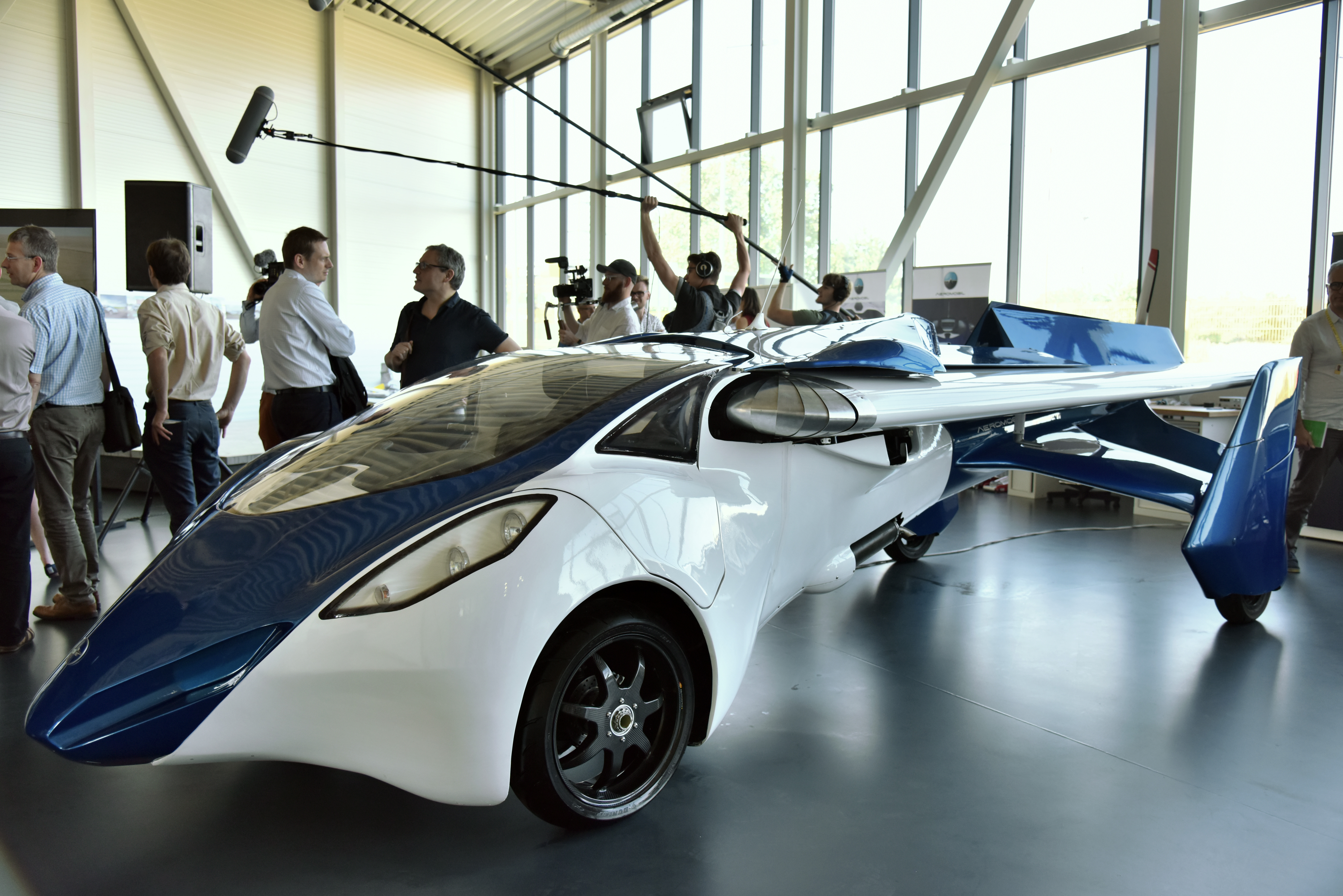
“エアロモービル”（2016年7月）
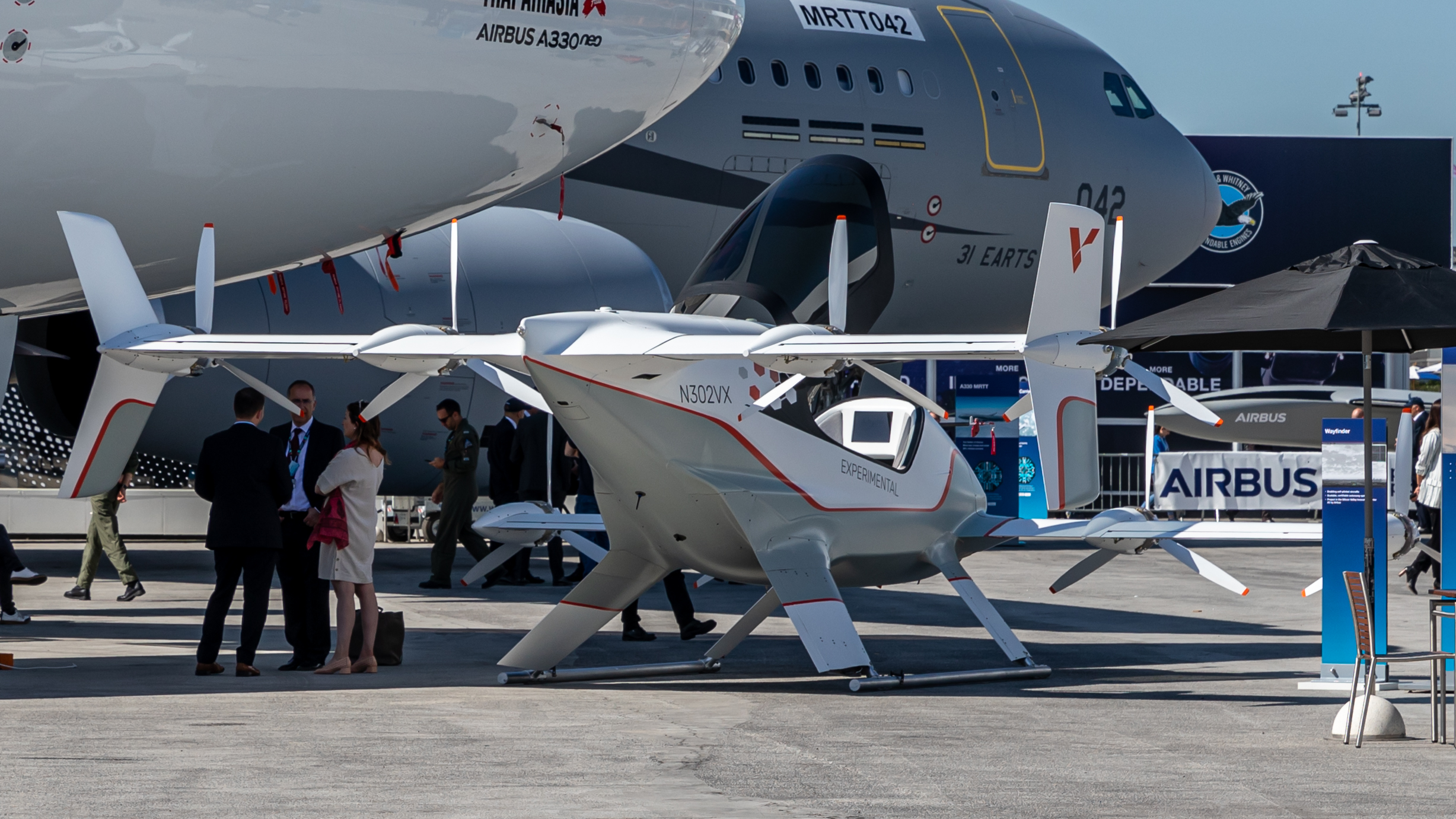
“エアバス A³ ヴァーハナ”（2018年1月）